# Masse de Pujol
Pour les articles homonymes, voir Masse (homonymie).
La Masse de Pujol, ou la Masse, ou le ruisseau de Fontirou dans sa partie amont, est une rivière du Sud-Ouest de la France, dans le département de Lot-et-Garonne, sous-affluent de la Garonne par le Lot.

## Confusions éventuelles
Sur les cartes du Géoportail, plusieurs cours d'eau du département de Lot-et-Garonne portent le nom de « Masse ». Pour les différencier, le Sandre en a appelé trois en fonction d'une commune qu'ils arrosent :
- la Masse d'Agen, affluent de la Garonne[2],[3] ;
- la Masse de Prayssas, autre affluent de la Garonne[4],[5] ;
- la Masse de Pujol(s), affluent du Lot[6],[1].

Il existe également un ruisseau appelé la Masse, qui arrose Saint-Léon et se jette dans la Cave,.

## Géographie
Le ruisseau de Fontirou, branche-mère de la Masse de Pujol (ou de la Masse), prend sa source à 164 mètres d'altitude, dans le département de Lot-et-Garonne, au nord du lieu-dit Fontirou, sur la commune de Castella.
Après avoir reçu la Touyre en rive gauche et le ruisseau de Rougeol en rive droite, il prend le nom de la Masse, passe à deux reprises sous la route départementale (RD) 226, recevant sur sa gauche le ruisseau de Baniérettes, puis sous le sentier de grande randonnée GR 652 et la RD 118. Elle est franchie par l'ancienne ligne ferroviaire transformée en piste cyclable et la RD 911.
Elle reçoit en rive droite le ruisseau de Lasgourgue et, 900 mètres plus loin, se jette dans le Lot à 39 mètres d'altitude, sur la commune de Bias, au nord du lieu-dit Lacatherie.
De direction globale sud-nord, l'ensemble ruisseau de Fontirou-Masse de Pujol est long de 14,68 km. Avec un dénivelé de 125 mètres, sa pente moyenne s'établit à 8,51 mètres par kilomètre.

### Département et communes traversées
Dans le seul département de Lot-et-Garonne, la Masse de Pujol arrose cinq communes, soit d'amont vers l'aval : Castella (source), Saint-Antoine-de-Ficalba, Sainte-Colombe-de-Villeneuve, Pujols et Bias (confluence avec le Lot),.

### Bassin versant
Son bassin versant est limité aux cinq communes arrosées par la Masse de Pujol. Il fait partie de la zone hydrographique « Le Lot du confluent du Cagueneux au confluent de la Lède », au sein du bassin bien plus étendu « La Garonne, l'Adour, la Dordogne, la Charente et les cours d'eau côtiers charentais et aquitains ».

### Affluents et nombre de Strahler
La Masse de Pujol a trois bras secondaires,, et 14 affluents répertoriés par le Sandre ; les deux plus longs sont le ruisseau de Baniérettes : 3,37 km et le ruisseau de Lasgourgue : 2,88 km.
Parmi ces 14 affluents, seul le ruisseau de Baniérettes ayant lui-même un affluent (le ruisseau du Bourg de Ladaudie) et aucun sous-affluent, le nombre de Strahler de la Masse de Pujol est donc de trois.

## Environnement
En amont du bourg de Pujols, deux zones naturelles d'intérêt écologique, faunistique et floristique (ZNIEFF) concernent les coteaux qui entourent la Masse de Pujol et quelques affluents, dont le ruisseau de Baniérettes.
La ZNIEFF de type 2 « coteaux de la Masse », répartie sur quatre communes,, dans laquelle ont été répertoriées 25 espèces végétales déterminantes, ainsi que 19 espèces animales (non déterminantes) et 167 autres espèces végétales.
À l'intérieur de cette ZNIEFF, sur les mêmes communes, se trouve une ZNIEFF de type 1 « pelouses calcicoles de la Masse »,, dans laquelle ont été répertoriées une espèce déterminante de libellules et 17 espèces végétales déterminantes, ainsi que quatre espèces de papillons (non déterminantes) et 108 autres espèces végétales.